# Extended Power
Extended Power è un EP del gruppo musicale power metal tedesco Rage, pubblicato nel 1991 dalla Noise Records.

## Tracce
1. Woman – 3:47
2. Ashes – 5:02
3. Battlefield – 2:44
4. Waiting for the Moon – 4:40
5. What's Up? – 3:30

## Formazione
- Peter Wagner - voce, basso
- Manni Schmidt - chitarra elettrica, chitarra acustica, cori
- Chris Ephthimiadis - batteria